# Gulbrand Lunde
Gulbrand Oscar Johan Lunde, född 14 september 1901 i Fana, Bergen, död 25 oktober 1942, var en norsk kemist och politiker i partiet Nasjonal Samling som tjänstgjorde som minister i Vidkun Quislings kollaborationsregering under andra världskriget. Han dog 1942 i en olyckshändelse, men en biografi om Lunde från 2012 hävdade att han mördades eftersom hans kulturella åsikter krockade med de från regeringen i Nazityskland.

## Nasjonal Samling
Lunde var en ivrig anhängare till Vidkun Quisling och blev en av de första medlemmarna i Quislings politiska parti Nasjonal Samling. Han deltog i bildandet av Nasjonal Samling i Stavanger 1933 och var aktiv i valrörelsen samma höst. Han var en av Nasjonal Samlings främsta talare, och valdes 1934 in som kommunalrådsrepresentant i Stavanger då partiet fick 12 procent av rösterna. 1935 blev han Nasjonal Samlings propagandachef och författade ett antal skrifter och publikationer.

## Andra världskriget

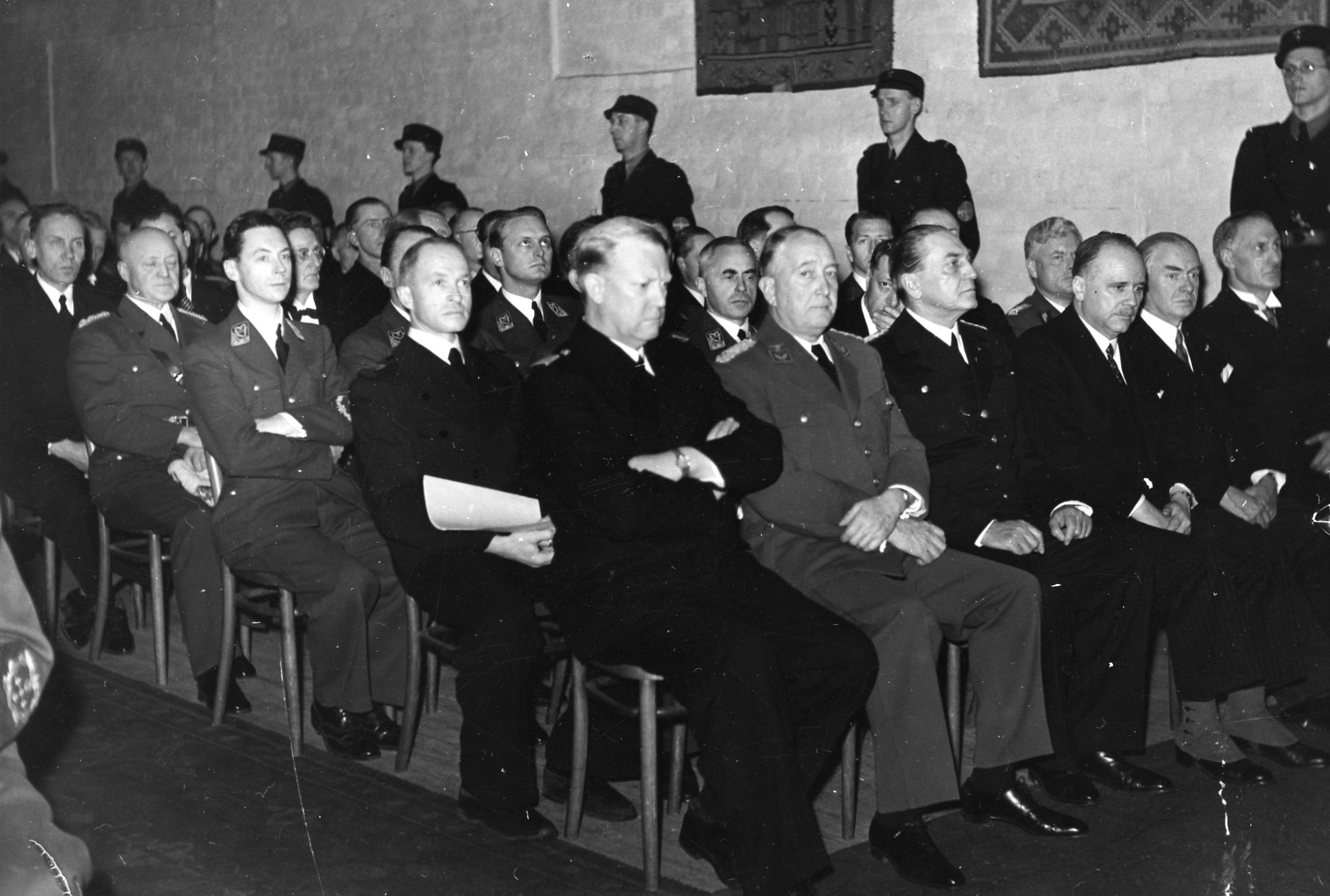
Statsakten på Akershus fästning i Oslo, Norge, den 1 februari 1942, där Reichskommissar Josef Terboven gjorde Vidkun Quisling (mitten) till Norges ministerpresident. Lunde sitter två steg bakom Quisling.

Under andra världskriget invaderade Nazityskland Norge den 8 april 1940. Den 24 april 1940 blev Josef Terboven den tyska rikskommissarien i Norge, följt av Nazitysklands erövring av Norge den 10 juni 1940. Under tiden denna period utövade Terboven en närapå diktatorisk makt i Norge, som förblev under tysk ockupation under resten av kriget.
Den 25 september 1940 avsatte Terboven Haakon VII av Norge och exilregeringen, förbjöd alla politiska partier i Norge förutom Nasjonal Samling, och utsåg en grupp på 11 medlemmar av partiet för att hjälpa honom att styra Norge med målet att så småningom etablera en samarbetsvillig norsk regering under Nasjonal Samling. Lunde var en av de tjänstemän som Terboven utsåg den dagen och blev tillförordnad kultur- och informationsminister. Den 1 februari 1942 etablerades Quisling-regimen som Den nationella regjeringen i Norge, där Lunde fortsatte att tjänstgöra som kultur- och informationsminister.
Som kultur- och informationsminister försökte Lunde få kontroll över det intellektuella livet i Norge. Genom tal och föreläsningar drog han historiska paralleller från vikingatiden fram till dåtiden för att underbygga sina åsikter om den norska nationen och dess härkomst från nordmännen. Professor Gunnar Skirbekk menar att tyska underrättelserapporter tyder på att den nazistiska regeringen var skeptisk till Lunde eftersom han betonade  Norden i sina tal, vilket innebar en avgränsning av Norge från de andra germanska folken.

## Död

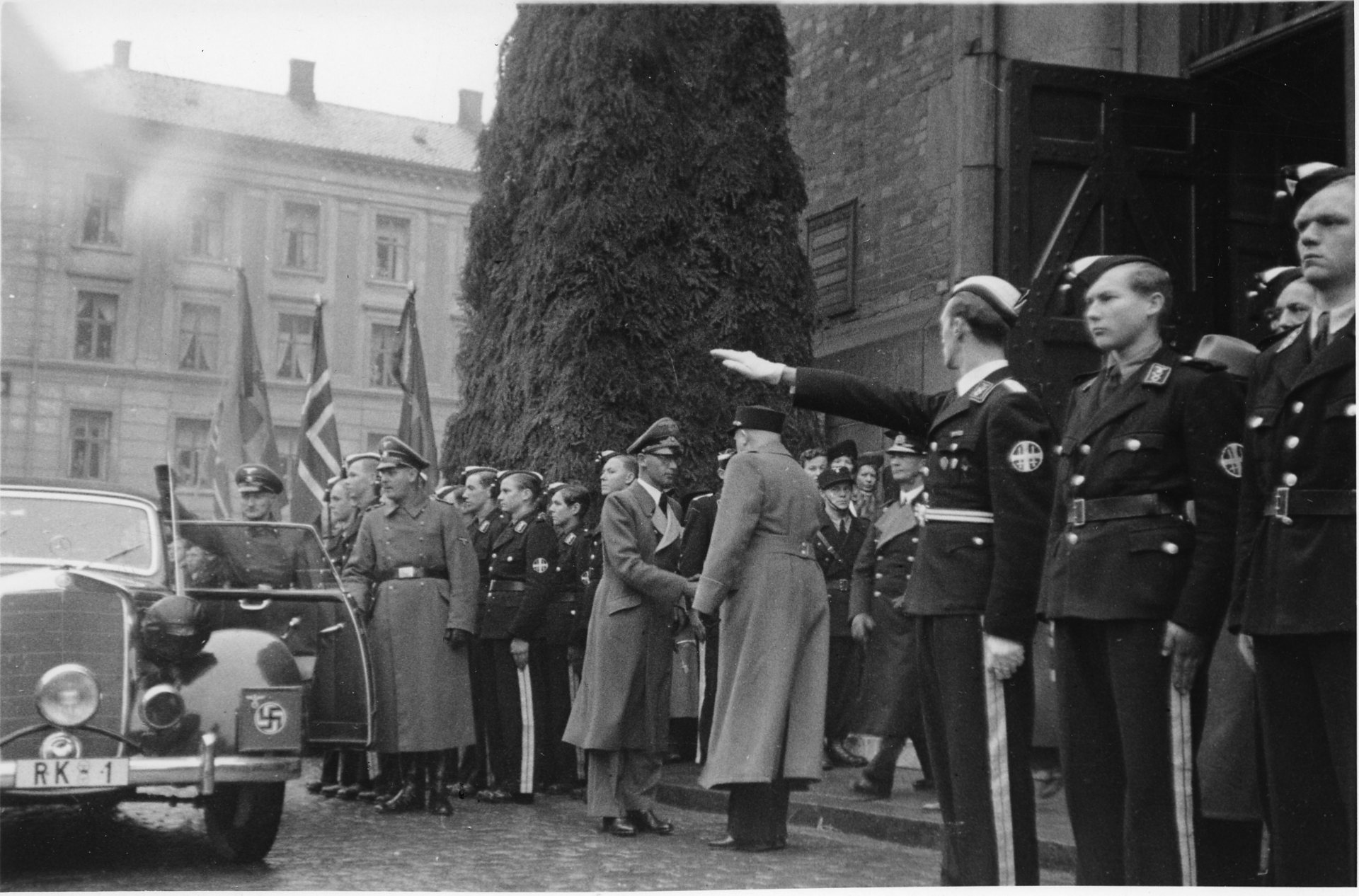
Quisling välkomnar Terboven till Trefoldighetskirkan i Oslo för Lundes statsbegravning den 1 november 1942.

Klockan 20.30 den 25 oktober 1942 åkte Lunde, hans hustru Marie, och länschefen för Bergen-Hordaland Christian Astrup i en bil som kördes av Hirdenmedlemmen Rolf Brennford. De åkte från Ålesund till Åndalsnes, en resa som krävde en färjepassage. Bilen anlände till färjeterminalen vid Våge i Veøy i Romsdal cirka 22:00. När Lunde och hans fru sov i baksätet klev Brennford ur bilen. Färjan, som bevakades av två tyska officerare, startade sin motor för att röra sig lite närmare kajen, men istället rörde den sig bort från stranden, vilket fick bilen att rulla framåt och störta ned i det djupa vattnet. Lunde och hans fru var de enda som omkom. Händelsen ledde till en order om att installera bommar vid färjeterminaler för att förhindra liknande olyckor. 
En stor minnesstund hölls i Oslo för Lunde och hans hustru den 1 november 1942. De kremerades och deras urnor placerades senare i Hopperstad stavkyrka nära Vikøyri i Vik, Norge.
Utredningen som tillsattes efter parets död kom fram till att dödsfallen var en olyckshändelse. Rykten cirkulerade dock om att de mördades, och en biografi om Lunde från 2012 drar slutsatsen att hans död var ett mord iscensatt av tyskarna, som ville bli av med en besvärlig minister vars fokus på den mer snäva "nordiska" traditionen som inte passade in i med det bredare begreppet "germanska folk" som nazistpartiet föredrog. Rolf Jørgen Fuglesang efterträdde Lunde som Norges kultur- och informationsminister.